# Бенкендорф, Константин Христофорович
Константи́н Христофо́рович Бенкендо́рф (нем. Konstantin Friedrich von Benckendorff; 31 января 1785 — 6 августа 1828) — генерал-лейтенант, генерал-адъютант русской императорской армии, герой войны с персами. Родной брат А. Х. Бенкендорфа и Д. Х. Ливен.

## Биография
Происходил из лифляндского рода фон Бенкендорфов. Сын барона Х. И. Бенкендорфа (военного губернатора Лифляндии) и баронессы Анны Юлианы Шиллинг фон Канштадт. Родители планировали сделать Константина дипломатом.
На 12-м году жизни, 20 июля 1797, он был определён юнкером в коллегию иностранных дел и 20 апреля в 1803 года получил чин камер-юнкера к Высочайшему Двору. Проходил службу в российских представительствах в Берлине и других германских государствах. 3 марта 1810 назначен секретарём посольства в Неаполитанском королевстве, в 1811 году — поверенным в делах. 30 августа 1812 года пожалован в камергеры.
В начале войны 1812 года перешёл в военную службу в чине майора и, назначенный в отряд Винценгероде, отличился в боях в окрестностях Москвы, под Смоленском и при взятии Вильны.
В войну 1814 года особенно отличился при штурме Суассона и в одновременных с Краонским сражением действиях Винценгероде. За отличие в битве под Лейпцигом получил 7 февраля 1813 года чин подполковника. В деле при Бельциге 9 августа взял в плен целый батальон вестфальцев с двумя знаменами. Не менее искусно отличился Бенкендорф при взятии Фульды — отрезав одним движением и взяв в плен 400 французов. Наконец с 16 по 19 октября участвовал в замечательном сражении при Ганау, наградами ему было производство 17 октября в полковники и звание флигель-адъютанта к императору Александру Павловичу, за взятие Парижа — 28 октября 1814 получил чин генерал-майора. В 1815 году 1 июня назначен командиром 2-й бригады 4-й драгунской дивизии; а 25 декабря состоять при дивизионном начальнике.
В 1816 году 30 августа Бенкендорф по болезни временно оставил действительную службу и был назначен состоять по кавалерии, а 1 мая уволен за границу, где оставался до 1819 года; с 30 августа 1820 до 1826 года состоял посланником при дворах Вюртембергском и Баденском.
Персидская война 1826—1828 годов снова вызвала его в ряды действующих войск, причём на него возлагались самые трудные и опасные задачи. В течение персидской кампании он получил звание генерал-адъютанта (14 октября 1826 года), произведён в генерал-лейтенанты и, кроме других наград, получил золотую саблю с алмазами.
Во время войны с Турцией в 1828 году Бенкендорф, командуя летучим отрядом, пробрался к Балканам, в тыл неприятельской армии, и 7 июля занял Преводы. Это было последнее его сражение. Расстроенное ещё в персидскую кампанию здоровье не выдержало новых тягот и лишений, и Бенкендорф скончался в августе того же года от скоротечной болезни легких. Похоронен в Штутгарте рядом с женой.

## Награды
- Орден Святого Владимира 4-й ст. (25.01.1812);
- Орден Святой Анны 2-й ст. с алмазами (1812);
- Орден Святого Георгия 4-й ст. (08.02.1813);
- Орден Святого Владимира 3-й ст. (18.09.1813);
- Золотая шпага «за храбрость» с алмазами (1814);
- Орден Святого Георгия 3-й ст. (10.09.1815);
- Орден Святой Анны 1-й ст. (17.04.1823);
- Алмазные знаки к ордену Святой Анны 1-й ст. (16.02.1824);
- Орден Святого Владимира 2-й ст. (22.07.1827);
- Золотая шпага «за храбрость» с алмазами (01.01.1828);

Иностранные

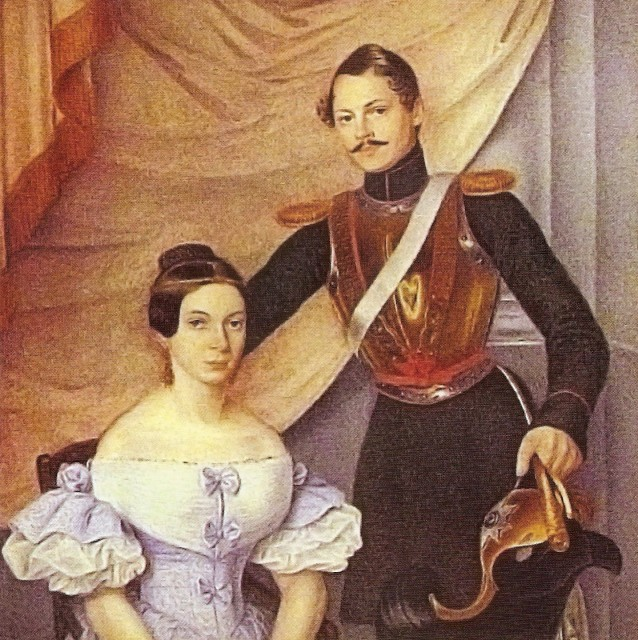
Мария и Константин Бенкендорф

- прусский Орден Красного орла 2-й ст.;
- австрийский Орден Леопольда;
- баварский Военный орден Максимилиана Иосифа 3-й ст.;
- шведский Орден Меча 3-й ст.

## Семья
Был женат на дочери дипломата Максима Максимовича Алопеуса — Наталье (1796—1823), авторе путевого альбома с зарисовками, долгое время ошибочно приписываемого императрице Александре Фёдоровне. В браке имели детей:
- Константин Константинович (1816—1858), дипломат.
- Мария Константиновна (1818—1844), с 1835 года вторая жена Павла Матвеевича Толстого (1800—1883), внука М. И. Кутузова.